# Майкл Реймонд-Джеймс
Майкл Уеверстед (англ. Michael Weverstad; нар. 24 грудня 1977, Детройт, Мічиган) — американський актор кіно та телебачення.

## Життя
Майкл Реймонд Джеймс народився в Детройті, штат Мічиган, і закінчив у Кларксоні середню школу в 1996 році, де він був футболістом. Він почав робити свою кар'єру і навчався в Інституті театру і кіно Лі Страсберга в Нью-Йорку, з Джорджем Лоросом, Джеффрі Хорном і Роберт Каслом.. Після кількох виступів у Нью-Йорку, зокрема в «Скам'янілому лісі» в Пантеоні, він переїхав до Лос-Анджелеса.

## Кар'єра
Як запрошений гість він зіграв головні ролі в таких серіалах як «C.S.I.: Місце злочину», «NCIS: Полювання на вбивць», «Юристи Бостона», «Швидка допомога» і прем'єрі другого сезону серіалу «Теорія брехні».
У 2006 році Реймонд-Джеймс грав кращого друга Джастіна Тімберлейка у фільмі «Стогін чорної змії» з Крістіною Річчі і Семюелом Джексоном. Актор також знявся в ролі Джонні в короткометражному фільмі The Fix, працюючи разом з Робертом Партиком і Девідом Пеймером.
В епізоді телесеріалу «Ходячі мерці» під назвою «Небраска», Реймонд-Джеймс грав молодого чоловіка на ім'я Дейв, який становить загрозу для головного героя Ріка Граймса та його групи.
З 2012 по 2014 рік він грав в американському серіалі Якось у казці Ніла Бейлфайра — сина Темного мага Румпельштільцхен. У 2015 році за цю роль номінований на премію «People's Choice Awards» у категорії «Favorite TV Character We Miss Most».

## Фільмографія
| Рік       |   | Українська назва                    | Оригінальна назва                 | Роль                                            |
| --------- | - | ----------------------------------- | --------------------------------- | ----------------------------------------------- |
| 2004—2009 | с | Швидка допомога                     | ER                                | Стюарт Мур / Джордан / містер Танні (3 епізоди) |
| 2005      | с | C.S.I.: Місце злочину               | CSI: Crime Scene Investigation    | Аарон Колайт (1 епізод)                         |
| 2006      | ф | Стогін чорної змії                  | Black Snake Moan                  | Джіл Мортон                                     |
| 2008—2011 | с | Справжня кров                       | True Blood                        | Рене Ліньєр (15 епізодів)                       |
| 2010      | с | Тер'єри                             | Terriers                          | Бріт Поллак (13 епізодів)                       |
| 2011      | с | Закон і порядок: Спеціальний корпус | Law & Order: Special Victims Unit | Едді Скіннер (1 епізод)                         |
| 2011—2014 | с | Якось у казці                       | Once Upon a Time                  | Ніл Кессіді/Бейлфайр (33 епізоди)               |
| 2012      | с | Ходячі мерці                        | The Walking Dead                  | Дейв (2 епізоди)                                |
| 2012      | ф | Джек Річер                          | Jack Reacher                      | Лінський                                        |
| 2013      | ф | Шлях у Палому                       | Road to Paloma                    | ірландець                                       |
| 2014      | ф | Порятунок                           | The Salvation                     | Пол Делару                                      |
| 2015      | с | Сини свободи                        | Sons of Liberty                   | Пол Ревір                                       |
| 2016      | с | Гра в мовчанку                      | Game of Silence                   | Джіл (6 епізодів)                               |
| 2016      | ф | Проти шторму                        | The finest hours                  | Д.А. Браун                                      |
| 2018      | с | Кордон                              | Frontier                          | Фортунато (4 епізоди)                           |
| 2018      | с | Розкажи мені казку                  | Tell Me a Story                   | Мітч Лонго                                      |
| 2018      | с | Сліпота                             | See                               | Рейнджер                                        |